# Kapfing (Isen)
Kapfing ist ein Gemeindeteil des Marktes Isen im oberbayerischen Landkreis Erding. 

## Lage
Die Einöde Kapfing liegt am Bachleitner Graben 1,25 Kilometer nordwestlich des Isener Marktplatzes in der Gemarkung Westach. Kapfing wurde 1537 erstmals erwähnt und bestand im Jahr 1739 aus 1 Anwesen. Der Ort gehörte ursprünglich zur Obmannschaft Bachleiten in der freisingischen Herrschaft Burgrain.

## Bevölkerungsentwicklung
Um 1871 gab es in Kapfing drei Einwohner. Im Mai 1987 lebten dort zwei Einwohner in einem Wohngebäude.
| Jahr      | 1871 | 1925 | 1950 | 1970 | 1987 |
| Einwohner | 3    | 3    | 3    | 9    | 2    |